# فيليب ك. ديك
فيليب كيندرد ديك (بالإنجليزية: Philip Dick) (16 ديسمبر 1928 -2 مارس 1982) هو روائي أمريكي وكاتب قصص قصيرة، أغلب أعماله كانت من نوع الخيال العلمي، استكشف ديك عدة مواضيع مثل السوسولوجية والسياسية والميتافيزيقية في رواياته التي أظهرت هيمنة الشركات الاحتكارية والحكومات الاستبدادية وتغيير حالة وعي الإنسان، وفي أعماله الأخيرة ركز ديك اهتمامه على ماوراء الطبيعة وعلم اللاهوت.

## نشأته
وُلد فيليب في شيكاغو، في السادس عشر من ديسمبر من عام ألف وتسعمائة وثمان وعشرين ميلادية. باع أولى قصصه في نوفمبر من عام ألف وتسعمائة واحد وخمسين، ومنذ هذا التاريخ صار لا مهنة له سوى كتابة الروايات خ.ع. سقام بكتابة سبع وعشرين كتابا منهم ست وعشرين رواية. قام بإصدار أولى رواياته عام ألف وتسعمائة أربع وخمسين، وفي عام ألف تسعمائة ثلاث وخمسين وتحديدا في شهر يونيو كانت قصصه موجودة في سبع مجلات متخصصة في وقت واحد. فاز بجائزة هوجو عن أفضل رواية عام ألف وتسعمائة اثنين وستين، الرجل في القلعة العالية (The Man in the High Castle).
فيليب متزوج من سيدة جميلة وعصبية تخاف من التليفون ولديه فتاتين. في عامين متتابعين (تحديدا ألف تسعمائة وثلاث وستين وأربع وستين) قام بكتابة ونشر اثني عشر رواية بالإضافة للعديد من القصص الطويلة التي تُنشر في المجلات المتخصصة.
معروف عنه عشقه للبط والخراف، وهو يسكن في منطقة تُعتبر منطقة مؤقتة في رحلات الهجرة للبط البري، يحب القطط كذلك، ولديه قطة باسم (حورس)..
معروف عنه أنه لا يخرج كثيرا، كذلك لديه الكثير من الفوبيا، لكنه على الرغم من ذلك اجتماعي ويحب أن يزوره الناس.

## مسيرته المهنية
باع ديك أول قصصه بعنوان «رووغ» في عام 1951، وهي تحكي عن «كلب يتخيل أن رجال القمامة الذين يأتون في صباح كل جمعة لجمع القمامة يحاولون سرقة الطعام الثمين الذي خبأته العائلة بحذر داخل حاوية معدنية آمنة»، ومنذ ذلك الحين صار ديك يعمل بالكتابة بدوام كامل. ظهرت أول منشوراته التي تنتمي لمجال الخيال التأملي في عام 1952 على أعداد شهري يوليو وسبتمبر من مجلة بلانيت ستوريز (حررها جاك أوسوليفان)، ومجلة إف، ومجلة الفانتازيا والخيال العلمي. نُشرت أولى رواياته بعنوان «قٌرعة شمسية» عام 1955 كجزء من إحدى ثنائيات شركة إيس بوكس جنبًا إلى جنب مع رواية «القفزة الكبيرة» بقلم الكاتبة لي براكيت. مثلت الخمسينيات فترة عصيبة على ديك الذي عانى حينها من الفقر الشديد، حتى أنه شكى من حياته في تلك الفترة قائلًا: «لم نكن نقدر حتى على دفع رسوم التأخير عن تسليم كتاب المكتبة العامة». نشر ديك حينها كتبًا عن الخيال العلمي حصرًا، ولكنه كان يحلم ببدء مسيرة ناجحة في مجال الخيال الأدبي السائد. كتب ديك في فترة الخمسينيات سلسلة من الروايات التقليدية لا تنتمي لأي نوع أدبي. وفي عام 1960 قال أنه مستعد لإنفاق عشرين إلى ثلاثين عامًا من حياته حتى ينجح في مسيرته الأدبية. تحطم حلمه بمسيرة أدبية ناجحة في الخيال السائد بصفة رسمية في يناير عام 1963 عندما أعادت له وكالة سكوت ميريديث الأدبية جميع النسخ غير المُباعة من كتبه. نُشرت إحدى تلك الأعمال («اعترافات فنان فاشل») قبل وفاته.

في عام 1963، فاز ديك بجائزة هيوجو عن رواية «الرجل في القلعة العالية». على الرغم من إشادة مجتمع الخيال العلمي بعبقريته، إلا أنه لم يحظ بأي تقدير يُذكر من مجال الأدب السائد، ولم يتمكن حينها من نشر كتبه إلا من خلال دور نشر الخيال العلمي ذات الأجور المنخفضة مثل إيس بوكس. وظلت الضوائق المالية تطارده حتى في أواخر حياته. كتب ديك في مقدمة مجموعة القصص الصغيرة «الرجل الذهبي» التي نُشرت عام 1980:
«عندما كنت مريضًا قبل عدة أعوام، عرض عليّ هاينلاين أن يساعدني بقدر استطاعته، رغم أننا لم نتقابل مسبقًا. كان يتصل بي حينها كي يسعدني ويطمئن على حالي. كان يريد مني أن اشتري آلة كاتبة كهربية، حفظه الرب – فهو رجل محترم بحق، ولم يبق من أمثاله الكثير في هذا العالم. صحيح أنني لا أتفق مع الأفكار التي يبثها في كتاباته، ولكن هذا لا يعنينا الآن. في أحد الأيام كنت مدينًا لدائرة الإيرادات الداخلية بمبلغ طائل ولم أقدر على جمعه، ولكن هاينلاين أعارني إياه. هذا الرجل يشغل بالي كثيرًا هو وزوجته، ولذا فأنا أهدي هذا الكتاب له تقديرًا لمكارمه. روبرت هاينلاين رجل حسن المظهر، ومثير للإعجاب، ويغلب عليه الطابع العسكري في كل ملامحه بما في ذلك قصة شعره. هو يعلم أنني شخص غريب الأطوار خارج عن صوابه، ورغم ذلك فقد ساعدني أنا وزوجتي عندما كنا في محنة. ذلك أنقى ما أخرجته البشرية؛ ذلك هو ما أكون وما أحب».

## وفاته
في 17 فبراير 1982، بعد إتمامه إحدى المقابلات، شكا ديك إلى طبيبه النفسي من ضعف نظره، ونصحه الطبيب بالذهاب إلى المستشفى في الحال، ولكنه لم ينصت لذلك. وفي اليوم المقبل عُثر عليه فاقد الوعي مستلقيًا على أرضية منزله في سانتا آنا، كاليفورنيا عقب إصابته بسكتة دماغية. وفي 25 فبراير عانى ديك من سكتة أخرى في المستشفى، ما أدى به إلى الموت الدماغي. وبعدها بخمسة أيام، في 2 مارس، نُزع عنه نظام حفظ الحياة وتُوفي في الحال. وبعدها حمل والده جوزيف بقايا رماده إلى مدفنة ريفرسايد في فورت مورغان بولاية كولورادو بجانب مدفن أخته التوأم جان التي توفيت في مهدها، ونُقش على شاهدها اسمها واسم شقيقها ووقت وفاتهما. توفي ديك قبل أربعة أشهر من صدور فيلم بليد رانر، وهو فيلم مستوحى من روايته «هل تحلم الروبوتات بخرفان آلية؟».

## يقول عن نفسه
ذات مرة حين كنت صغيرا، لمحت مجلة تقبع مباشرة أسفل كتب الكوميكس تُدعى stiring science stories اشتريتها وعدت بها للمنزل، وأقرؤها طوال الطريق. وجدت هناك أفكارا.. مهمة وحيوية ومبتكرة. أشخاص يتحركون عبر الكون بأسره حتى إلى داخل عوالم أصغر من الذرة وحتى عبر الزمن، لم يكن هناك حدود. هناك عثرت على هذا العالم الواحد لأول مرة. عالم الخيال العلمي الذي يحمل الإنسان لأبعاد لا حدود لها على الإطلاق.
كنت في الثانية عشر من عمري وقتها، لكني كنت أرى خ.ع. الخيال العلمي كما أراه الآن : مكان يمكن أن تلتقي فيه كافة أشكال الخيال البشري، مرتبة بصورة منطقية وبتسلسل تطويري قوي. على مدار السنين تطور خ.ع. ليصبح أكثر نضجا تجاه الوعي المجتمعي والمسئولية الاجتماعية.
أصبحت من يومها مولعا بكتابة روايات خ.ع. بدءا من الآشعة التي تخرج من الأسلحة الفضائية نهاية بالدراسات العميقة لأنماط البشر داخل المجتمع باختلاف صوره وتعقيداته.
أنا أستمتع بكتابة خ.ع.، فهو حلقة الوصل بيني وبين من يحبون قرائته كذلك. مثلي مثل أي قارئ نهم لل خ.ع.، لدي ملفات وأماكن مخزنة بمجلات وصناديق من الملاحظات والبيانات، أجزاء من أعمال غير منتهية، ومكتب ضخم مليئ عن آخره بالمواد المتعلقة بالخ.ع..
يقول الجيران عني أنني أكتب وأقرأ كثيرا. أعتقد أن تكريس من هم أمقالي سيأتي بثماره، فسيأتي اليوم الذي نشاهد فيه وجود مجلات الخ.ع. داخل المكتبات العامة الكبرى، وربما يصل الحال إلى مكتبات المدارس كذلك.. من يدري..
فيليب ك. ديك.

## أعمال مختارة
روايات ومجموعات قصص قصيرة
- الرجل في القلعة العالية ( 1962 ) ( رواية )
- هل تحلم الروبوتات بخرفان آلية ( 1968 ) ( قصة قصيرة )

## أعمال اقتُبست وحولت إلى أفلام
- بليد رنر ( 1982 )
- توتال ريكول (فيلم 1990)
- ماينورتي ريبورت ( 2002 )
- شيك الدفع (فيلم) ( 2003 )
- مسحة ضوئية داكنة (فيلم) ( 2006 )
- التالي (فيلم 2007)
- توتال ريكول (فيلم 2012)
- الرجل في القلعة العالية

## وصلات خارجية
- فيليب ك. ديك على موقع IMDb (الإنجليزية)
- فيليب ك. ديك على موقع ميتاكريتيك (الإنجليزية)
- فيليب ك. ديك على موقع الموسوعة البريطانية (الإنجليزية)
- فيليب ك. ديك على موقع روتن توميتوز (الإنجليزية)
- فيليب ك. ديك على موقع قاعدة بيانات الأفلام العربية
- فيليب ك. ديك على موقع ألو سيني (الفرنسية)
- فيليب ك. ديك على موقع ميوزك برينز (الإنجليزية)
- فيليب ك. ديك على موقع تيرنر كلاسيك موفيز (الإنجليزية)
- فيليب ك. ديك على موقع أول موفي (الإنجليزية)
- فيليب ك. ديك على موقع قاعدة بيانات الأفلام السويدية (السويدية)
- فيليب ك. ديك  على قاعدة بيانات الخيال التأملي على الإنترنت